# Nuoto sincronizzato ai campionati mondiali di nuoto 2007 - Duo (programma libero)
La gara del nuoto sincronizzato - duo libero dei campionati mondiali di nuoto 2007 è stata disputata il 21marzo a Melbourne in Australia.
La gara, alla quale hanno preso parte 36 squadre provenienti da 36 nazioni, si è svolta in due turni.
La competizione è stata vinta dalla coppia russa Anastasija Davydova e Anastasija Ermakova, mentre l'argento e il bronzo sono andati rispettivamente alla coppia spagnola Gemma Mengual e Paola Tirados e a quella giapponese Ayako Matsumura e Emiko Suzuki.

## Medaglie
| Posizione | Atlete                                  | Paese    |
| --------- | --------------------------------------- | -------- |
| Oro       | Anastasija Davydova Anastasija Ermakova | Russia   |
| Argento   | Gemma Mengual Paola Tirados             | Spagna   |
| Bronzo    | Ayako Matsumura Emiko Suzuki            | Giappone |

## Programma
| Data          | Turno       |
| ------------- | ----------- |
| 21 marzo 2007 | Preliminari |
| marzo 2007    | Finale      |

### Preliminari
I migliori 12 punteggi si qualificano per la finale
| Pos. | Atleta          | Nazionalità                                  | Punti  | Note |
| ---- | --------------- | -------------------------------------------- | ------ | ---- |
| 1    | Russia          | Anastasija Davydova Anastasija Ermakova      | 98.833 |      |
| 2    | Spagna          | Gemma Mengual Paola Tirados                  | 98.000 |      |
| 3    | Giappone        | Ayako Matsumura Emiko Suzuki                 | 96.833 |      |
| 4    | Cina            | Jiang Tingting Jiang Wenwen                  | 96.000 |      |
| 5    | Stati Uniti     | Christina Jones Andrea Nott                  | 95.667 |      |
| 6    | Canada          | Marie-Pier Boudreau Gagnon Isabelle Rampling | 95.167 |      |
| 7    | Italia          | Beatrice Adelizzi Giulia Lapi                | 93.167 |      |
| 8    | Ucraina         | Kseniya Sydorenko Daria Iushko               | 92.833 |      |
| 9    | Grecia          | Evanthia Makrygianni Despoina Solomou        | 91.333 |      |
| 10   | Paesi Bassi     | Bianca van der Velden Sonja van der Velden   | 91.000 |      |
| 11   | Svizzera        | Magdalena Brunner Ariane Schneider           | 90.167 |      |
| 12   | Brasile         | Caroline Hildebrandt Lara Teixeira           | 89.000 |      |
| 13   | Corea del Nord  | Yong-Mi Kim Wang Ok-gyong                    | 88.333 |      |
| 13   | Rep. Ceca       | Soňa Bernardová Alžběta Dufková              | 88.333 |      |
| 15   | Francia         | Apolline Dreyfuss Lila Meesseman-Bakir       | 87.834 |      |
| 16   | Messico         | Blanca Delgado Plancarte Nara Falcón         | 87.500 |      |
| 17   | Corea del Sud   | Sol Ib Lee Yoo Jung Rhee                     | 86.834 |      |
| 17   | Bielorussia     | Katsiaryna Kulpo Nastassia Parfenava         | 86.834 |      |
| 17   | Kazakistan      | Ainur Kerey Arna Toktagan                    | 86.834 |      |
| 20   | Gran Bretagna   | Olivia Allison-Federici Jenna Randall        | 86.167 |      |
| 21   | Israele         | Anastasia Gloushkov Ester Levy               | 85.833 |      |
| 22   | Cuba            | Kenia Perez Guerra Yamisleidys Romay Arias   | 84.834 |      |
| 23   | Austria         | Nadine Brandl Elisabeth Mahn                 | 84.666 |      |
| 24   | Nuova Zelanda   | Lisa Daniels Nina Daniels                    | 82.833 |      |
| 25   | Germania        | Lisa Lacker Iris Zeppenfeld                  | 81.167 |      |
| 26   | Australia       | Eloise Amberger Sarah Bombell                | 81.000 |      |
| 27   | Egitto          | Dalia El Gebaly Omar Hanzada                 | 79.000 |      |
| 27   | Malaysia        | Zhien Huey Lee Hui Chuen Png                 | 79.000 |      |
| 29   | Uzbekistan      | Natalya Korneeva Valentina Popova            | 78.333 |      |
| 30   | Rep. Dominicana | Mariel Bros Perez Claudia Cueli Venta        | 77.000 |      |
| 31   | Venezuela       | Greisy Teresita Gomez Veronica Sanchez Marin | 76.667 |      |
| 31   | Cile            | Constanza Morales Gacitúa Soledad Soto Tobar | 76.667 |      |
| 33   | Aruba           | Devah Leenheer Carondina Leijdekkers         | 75.500 |      |
| 34   | Singapore       | En Pei Jodie Cheryl Seah Peizhen             | 74.667 |      |
| 35   | Indonesia       | Sabihisma Arsyi Adela Amanda Nirmala         | 70.000 |      |
| 36   | Costa Rica      | Jenniffer Carranza Violeta Mitinian          | 66.000 |      |